# Gmina związkowa Vallendar
Verbandsgemeinde Vallendar – gmina związkowa w Niemczech, w kraju związkowym Nadrenia-Palatynat, w powiecie Landkreis Mayen-Koblenz. Siedziba gminy związkowej znajduje się w mieście Vallendar.

## Podział administracyjny
Gmina związkowa zrzesza cztery gminy, w tym jedną gminę miejską (Stadt) oraz trzy gminy wiejskie:
1. Niederwerth
2. Urbar
3. Vallendar
4. Weitersburg